# Божидар Ђорђевић (партизан)
Божидар Ђорђевић, звани Бошко, члан КПЈ-а где је био постављен за секретара СКОЈ-а у чети, члана Среског комитета СКОЈ-а, а ускоро затим постаје члан Окружног комитета СКОЈ-а за врањски округ.

## Биографија
Рођен је у сиромашној радничкој породици. Основну школу је завршио у Врањској Бањи, која је од железничке станице, где је његов отац радио као чувар пруге, удаљена око четири километра. У тим најранијим годинама осетио је све тешкоће због материјалног стања своје породице: морао је сваког дана да препешачи око осам километара. По завршеној основној школи уписао се у гимназију у Врању. Материјално стање породице није омогућавало да станује у Врању, тако да је наставио да свакодневно пешачи од куће до школе, што га је прилично исцрпљивало.
Рат и бугарска окупација врањског округа прекинули су његово школовање јер се придружио друговима у бојкоту похађања наставе на бугарском језику. Завршио је малу матуру и пети разред гимназије.

## Учешће у организацијама
После окупације земље 1941. године Бошко се повезује са напредним омладинцима из Врањске Бање и околних села. Одржава везу и са својим друговима из школе у Врању. Његова активност у то време све више долази до изражаја. С јесени 1941. у Врањској Бањи примљен је у СКОЈ. Извршавајући задатке руководства СКОЈ-а, редовно обилази села у широј околини Врањске Бање, разговара са омладином и тумачи циљеве борбе. Са доласком делова Врањског, а затим II јужноморавског НОП одреда у шири рејон Врањске Бање, Бошко одржава везу и са одредом.
Половином 1943, када су његов рад и активност на терену били уочљиви да не би био ухваћен од стране бугарских власти, руководство Бошка повлачи у одред. Ту је примљен за члана КПЈ, постављен за секретара СКОЈ-а у чети, члана Среског комитета СКОЈ-а, а ускоро затим постаје и члан Окружног комитета СКОЈ-а за врањски округ.
Као члан окружног комитета СКОЈ-а посебно је био активан у формирању скојевских актива, а нарочито у ширем рејону Врањске Бање и пчињском крају. Присуствовао је окружној конференцији СКОЈ-а за врањски округ, која је одржана 25. октобра 1943. у Црној Трави. Иако је био задужен за рад на терену, кад год би нека наша јединица пролазила кроз ту територију, Бошко се увек прикључивао, држао састанке са активима СКОЈ-а, разговарао са омладинцима који су га, због свих особина, необично волели и ценили. Учествовао је у свим борбама које је његова јединица у то време водила. Своје другарство испољавао је и на тај начин што је пушкомитраљесце и остале борце који су носили теже наоружање стално смењивао у ношењу оружја.